# Národní park Réunion
Národní park Réunion (francouzsky Parc national de La Réunion) je jeden z národních parků Francie. Nachází se ve zámořském regionu a departementu Réunion v Indickém oceánu. Park byl založen v roce 2007 a má rozlohu 1055 km², což představuje 40 % celkové plochy ostrova. Národní park byl v roce 2010 zařazen mezi lokality světového přírodního dědictví UNESCO pod názvem „Vrcholky, přírodní amfiteátry a skalní stěny ostrova Réunion“.
Z endemických druhů vyskytujících se na ostrově lze jmenovat ptáky buřňáka réunionského (pterodroma baraui), housenčíka réunionského (coracina newtoni), motáka réunionského (circus maillardi), kruhoočko olivové (zosterops olivaceus) a bramborníčka réunionského (saxicola tectes).

## Fotogalerie

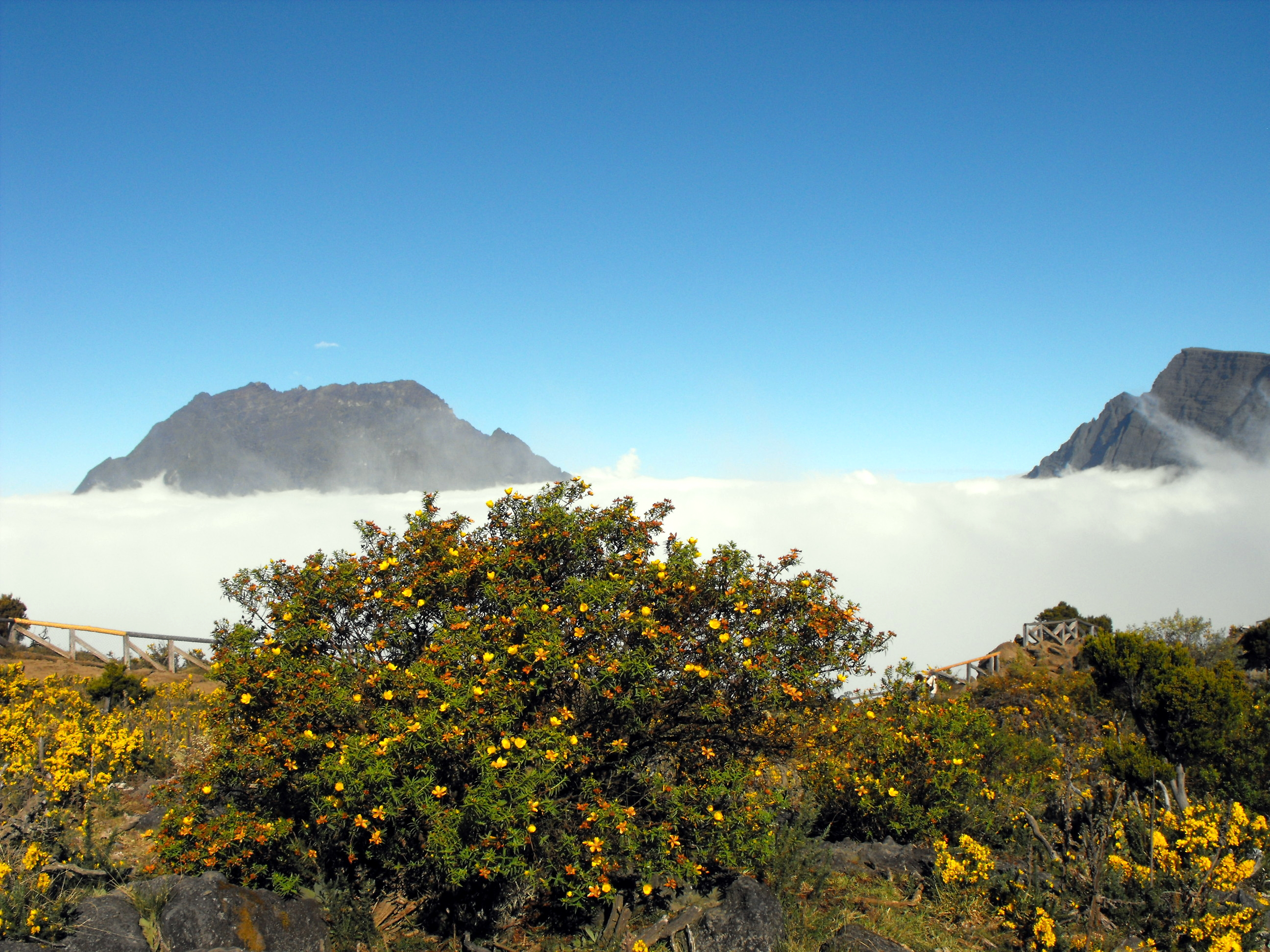
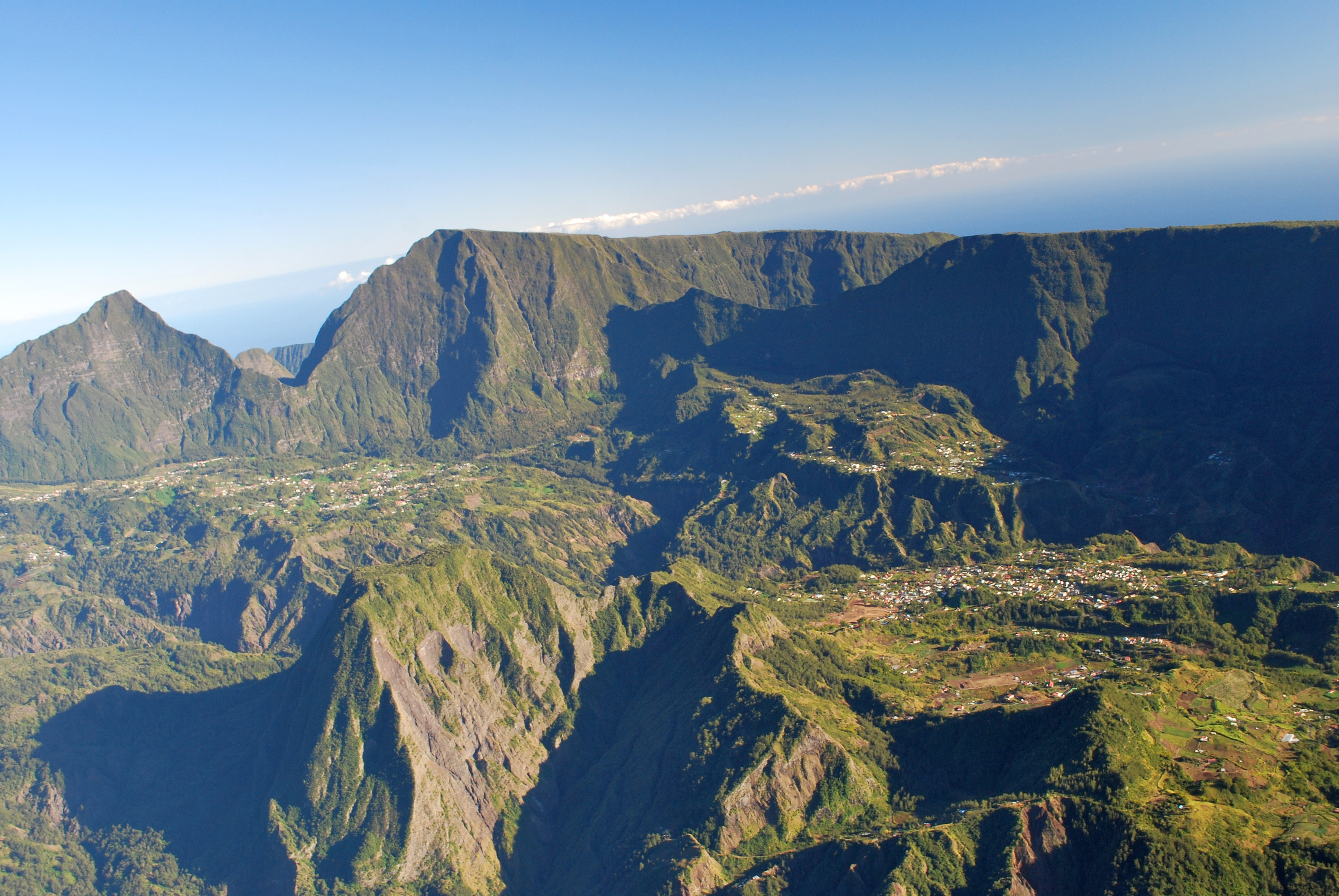
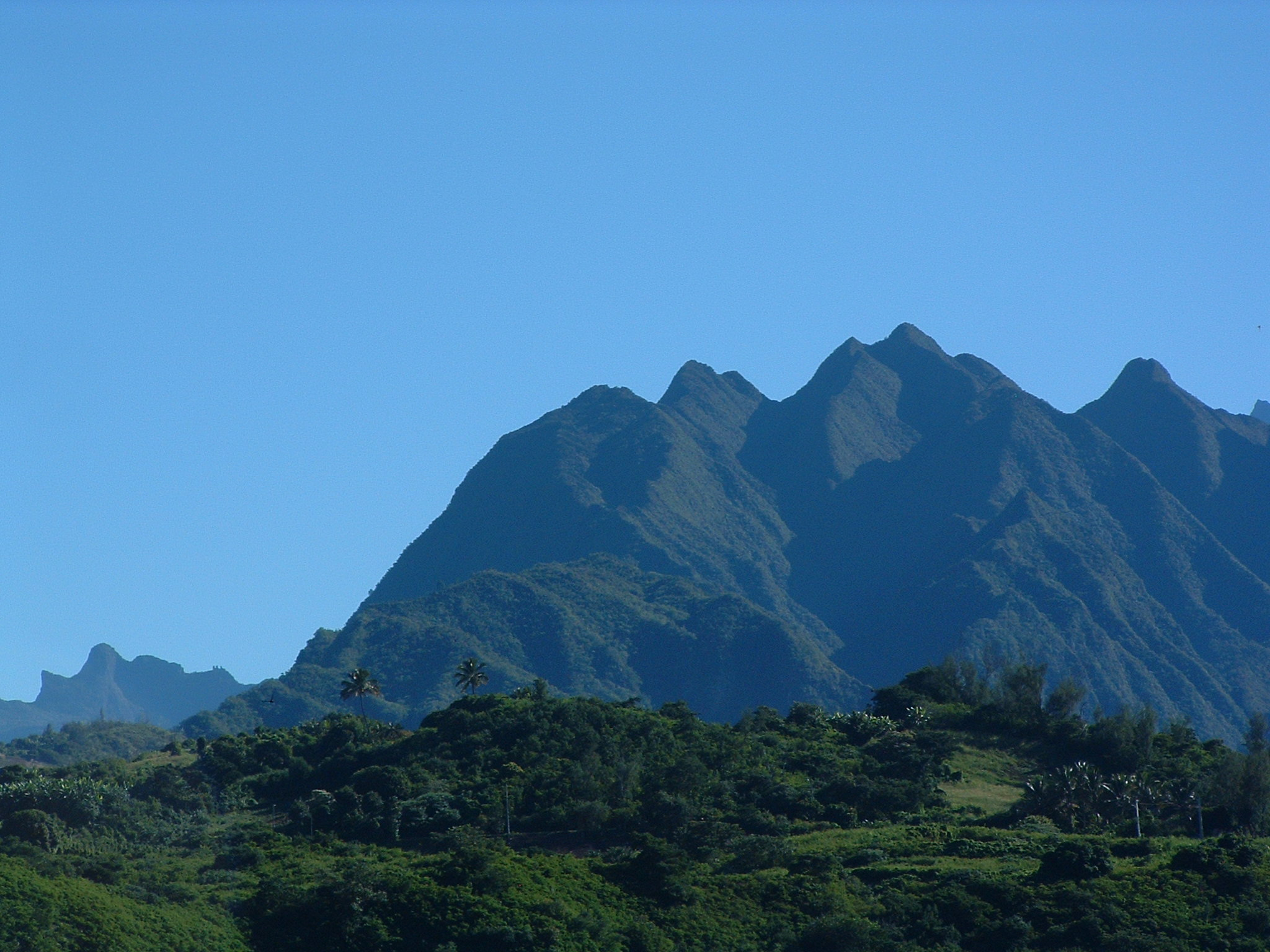